# San Jose (Negros Oriental)
San Jose (Bayan ng San Jose) är en kommun i Filippinerna. Kommunen ligger på ön Negros, och tillhör provinsen Negros Oriental. Folkmängden uppgår till 15 665 invånare.
San Jose är indelat i 14 barangayer.